# 트론헤임 교향악단

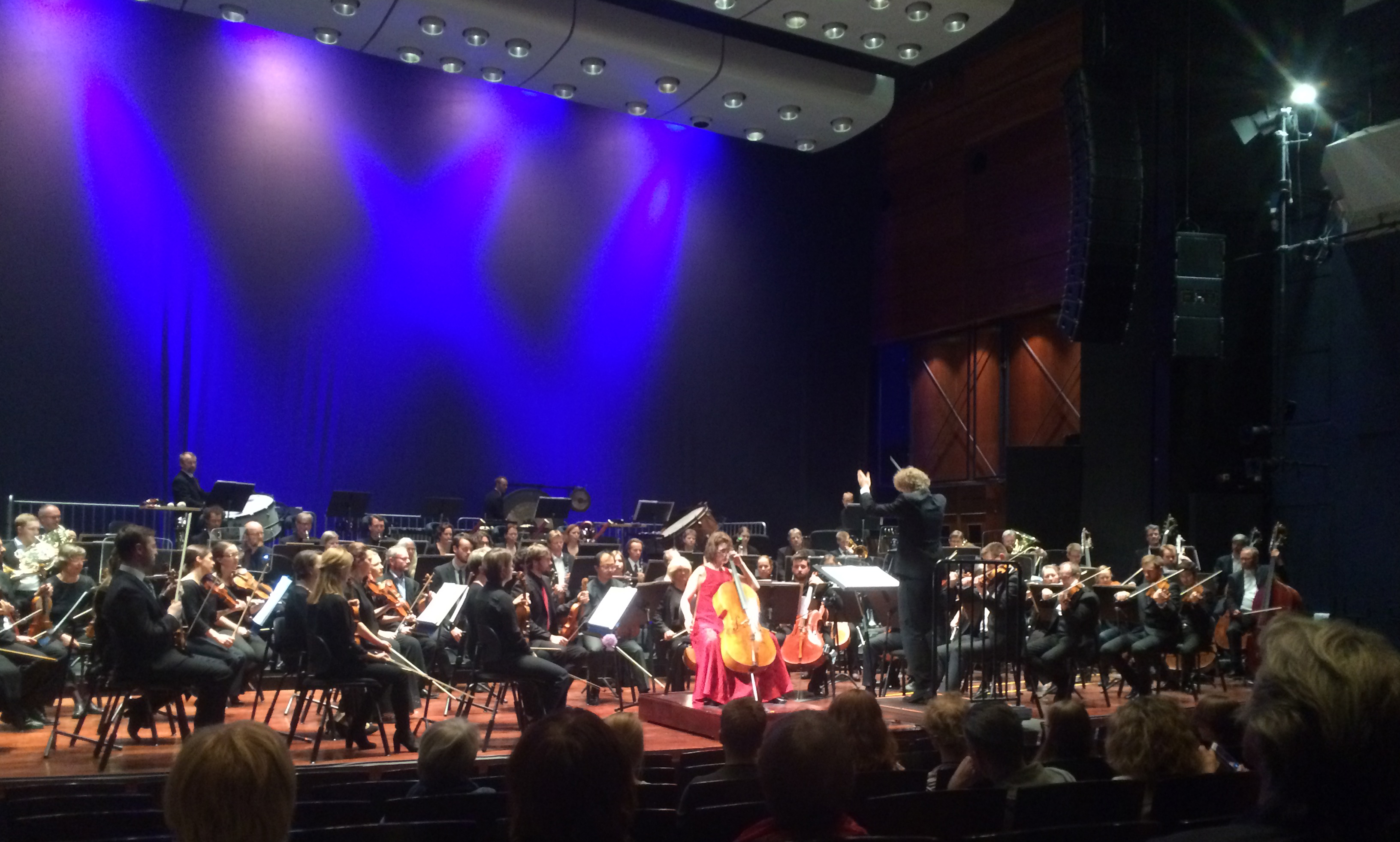

트론헤임 교향악단(노르웨이어: Trondheim Symfoniorkester)은 노르웨이의 트론헤임을 근거지로 삼고 있는 악단으로서 울라프스할렌(Olavshallen Concert Hall)을 주 공연장으로 삼고 있다. 이 악단은 기부금 및 노르웨이 정부와 트뢰넬라그 주와 트론헤임 시의 재정 지원으로 운영된다.

## 역사
트론헤임 교향악단은 29명의 연주자로 구성된 악단이 1909년 10월 10일 프리메이슨 로지에서 첫 연주회를 연 것에 기인한다. 1920년대까지 제한적인 활동을 벌이다가 1930년대에 이르러 재정 지원의 향상으로 단원들의 급여 인상이 이루어지고 보다 잘 훈련된 음악가들을 고용할 수 있게 되면서 더욱 활발한 활동을 하게 되었다. 제2차 세계 대전 중 노르웨이를 점령한 독일이 프리메이슨 로지를 차지하고 도이체스하우스로 개명하자 악단은 트론헤임의 여러 교회에서 음악회를 열었다. 전후에 악단은 다시 프리메이슨 로지로 복귀하였으며 1989년까지 그곳을 주 공연장으로 삼았다.
1947년 처음으로 상근 연주자 직이 마련되었고, 트론헤임 실내악단이 창설되었다. 1952년 젊고 재능있는 노르웨이 젊은 음악가들을 발굴하고 지원하기 위해 '아스트리드 공주 음악상'을 창설하였다.
1989년에 악단은 새로 완공된 울라프스할렌 공연장으로 이전하였다. 현재 85명의 연주자들로 구성되어 있으며 해마다 100회 가량의 연주회를 연다. 2009년에는 전문 오페라 극장 부문을 개설하였다.
2018년부터 2025년까지 트론헤임 교향악단의 수석지휘자 겸 음악감독은 장한나였다. 2025년부터 수석지휘자 겸 음악감독은 Adam Hickox이다.

## 역대 음악감독 겸 지휘자
- Morten Svendsen (1909–1922)
- S.A. Withammer (1922–1930)
- Håkon Hoem (1930–1946)
- Olav Kielland (1946–1947)
- Arvid Fladmoe (1947–1950)
- Finn Audun Oftedal (1950–1981)
- Jiri Starek (1981–1984)
- Leonid Grin (1985)
- Ole Kristian Ruud (1987–1995)
- Daniel Harding (1997–2000)
- Eivind Aadland (2003–2010)
- Krzysztof Urbanski (2010–2017)
- 장한나 (2017– 현재)

## 자료
이 항목은 영문 위키페디아로부터 옮긴 내용을 포함하고 있다.